# Turingpriset
Turingpriset (A. M. Turing award) delas årligen ut av Association for Computing Machinery (ACM) till en person som har bidragit till datorindustrin. Bidraget skall vara av långvarig och stor teknisk betydelse. De flesta av pristagarna har varit datavetare.
Priset är namngivet efter Alan Turing, en brittisk matematiker som anses vara en av den moderna datavetenskapens grundare.
Turingpriset räknas som datavetenskapens Nobelpris. Utmärkelsen åtföljs av en prissumma som åren 2007–2013 var $250,000 från  Intel och Google, sedan 2014 är den $1,000,000 från Google.

## Pristagare
| År   | Namn                                             | Bild | Motivering/kommentar |
| ---- | ------------------------------------------------ | ---- | --- |
| 1966 | Alan J. Perlis                                   |      | För hans påverkan på programmeringsfältet genom avancerade programmeringstekniker och kompilatorkonstruktion. |
| 1967 | Maurice V. Wilkes                                |      | Byggde EDSAC 1949, den första datorn med internt lagrade program. Han skrev också boken Preparation of Programs for Electronic Digital Computers 1951 som introducerade programbibliotek. |
| 1968 | Richard Hamming                                  |      | För hans arbete med numeriska metoder, automatiska kodningssystem, felupptäckning och felkorrigerande kod. |
| 1969 | Marvin Minsky                                    |      | Artificiell intelligens. |
| 1970 | James H. Wilkinson                               |      | För forskning inom numerisk analys för att förbättra användandet av datorn för beräkningar, speciellt inom linjär algebra och "backwards" felanalys. |
| 1971 | John McCarthy                                    |      | Dr. McCarthys föredrag "The Present State of Research on Artificial Intelligence" täcker det område där han har fått stort anseende. |
| 1972 | Edsger Dijkstra                                  |      | Edsger Dijkstra var en av huvudbidragarna på 1950-talet till utvecklingen av högnivåprogramspråket ALGOL som har blivit modell för noggrannhet och matematisk tydlighet. Han var en av de stora generellt inom programspråk och han har bidragit stort till förståendet av deras struktur, representation och implementering. Hans publikationer under femton år sträcker sig från teoretiska artiklar om grafteori till enkla handböcker, förklarande texter och filosofiska begrundanden inom fältet programspråk. |
| 1973 | Charles W. Bachman                               |      | För hans enastående bidrag inom databasteknologi. |
| 1974 | Donald E. Knuth                                  |      | För hans stora bidrag inom analys av algoritmer och design av programspråk, särskilt för hans bidrag i böckerna i serien The Art of Computer Programming. |
| 1975 | Allen Newell Herbert A. Simon                    |      | Genom samlade insatser under mer än 20 år, från början tillsammans med J. C. Shaw vid RAND Corporation, och senare med många fakultets- och studentkollegor vid Carnegie Mellon University, bidrog de till utvecklingen av artificiell intelligens, psykologin om mänsklig kognition och listprocessning. |
| 1976 | Michael O. Rabin Dana S. Scott                   |      | För deras gemensamma artikel "Finite Automata and Their Decision Problem," som introducerade idén med icke-deterministiska maskiner, som har visat sig vara ett enormt värdefullt koncept. Deras klassiska artikel har varit en viktig inspirationskälla för fortsatt forskning inom fältet. |
| 1977 | John Backus                                      |      | För djupa, inflytelserika och varaktiga bidrag till design av praktiska högnivåprogrammeringssystem, särskilt genom arbetet med FORTRAN och för nyskapande publiceringar av formella procedurer för specifikation av programspråk. |
| 1978 | Robert W. Floyd                                  |      | För att ha haft ett tydligt inflytande på metoder för att skapa effektiv och stabil programvara och för att ha hjälpt till med att skapa följande områden inom datorvetenskapen: parsningsteori, semantik i programspråk, automatisk programverifikation, automatisk programsyntes och analys av algoritmer. |
| 1979 | Kenneth E. Iverson                               |      | För hans banbrytande insatser inom programspråk och matematisk notation resulterande i vad datavetenskapen känner som APL och för hans bidrag till implementeringen av interaktiva system, pedagogiska användningsområden för APL och till programspråkens teori och användande. |
| 1980 | C.A.R. Hoare                                     |      | För hans fundamentala bidrag till definition och design av programspråk. |
| 1981 | Edgar F. Codd                                    |      | För hans fundamentala och fortlöpande bidrag till teori och användande av databaser, och särskilt relationsdatabaser. |
| 1982 | Stephen A. Cook                                  |      | För att han i betydande grad utvecklat förståelsen av databehandlingskomplexitet. |
| 1983 | Ken Thompson Dennis M. Ritchie                   |      | För utvecklandet av en allmän teori för operativsystem och speciellt för implementationen av UNIX. |
| 1984 | Niklaus Wirth                                    |      | För utvecklandet av en rad innovativa programspråk: EULER, ALGOL-W, MODULA och PASCAL. |
| 1985 | Richard M. Karp                                  |      | För hans fortlöpande bidrag till algoritmteorin och utvecklandet av effektiva algoritmer för nätverksflöde och andra kombinatoriska problem, identifieringen av polynomisk tid och notationen för algoritmisk effektivitet och allra mest för bidraget till teorin om NP-fullständighet. |
| 1986 | John Hopcroft Robert Tarjan                      |      | För fundamentala landvinnigar inom design och analys av algortmer och datastrukturer. |
| 1987 | John Cocke                                       |      | För signifikanta bidrag inom design och teori av kompilatorer, arkitektur av stora system och utvecklandet av datorer med reducerad instruktionsuppsättning (RISC). |
| 1988 | Ivan Sutherland                                  |      | För hans bidrag inom datorgrafiken. |
| 1989 | William Kahan                                    |      | För hans fundamentala bidrag till den numeriska analysen. En av de främsta experterna på beräkningar av flyttal. |
| 1990 | Fernando J. Corbató                              |      | För hans arbete med att organisera och leda utvecklingen av generella storskaliga tid- och resursdelande datorsystem som CTSS och Multics. |
| 1991 | Robin Milner                                     |      | För tre distinkta bidrag: 1. LCF (teorembevisare) 2. Programspråket ML 3. CCS (Calculus of Communication Systems, Analys av kommunikationssystem) Dessutom formulerade han full abstrahering och relationen mellan operational semantics och denotational semantics. |
| 1992 | Butler W. Lampson                                |      | För bidrag till utvecklingen av distribuerade hemdatormiljöer och teknik för dess implementering. |
| 1993 | Juris Hartmanis Richard E. Stearns               |      | Som erkännande av deras inflytelserika artikel som lade grunden för datorbaserad komplexitetsteori. |
| 1994 | Edward Feigenbaum Raj Reddy                      |      | För den banbrytande designen och konstruktionen av storskaliga system för artificiell intelligens, samt demonstration av deras praktiska betydelse och potentiellt kommersiella effekt. |
| 1995 | Manuel Blum                                      |      | Erkännande av hans bidrag till fundamenten inom datorbaserad komplexitetsteori och dess användning inom kryptografi och programverifikation. |
| 1996 | Amir Pnueli                                      |      | För inflytelserikt arbete som introducerade temporär logik i datavetenskapen och för enastående bidrag inom formal verification. |
| 1997 | Douglas Engelbart                                |      | För en inspirerande vision om framtidens interaktiva datorbehandling och uppfinnandet av tekniker som bidragit till att realisera denna vision. |
| 1998 | Jim Gray                                         |      | För inflytelserika bidrag inom databaser och transaktionsprocessning, forskning och tekniskt ledarskap i systemimplementation. |
| 1999 | Frederick P. Brooks, Jr.                         |      | För stora framsteg inom datorarkitektur, operativsystem och mjukvaruutveckling. |
| 2000 | Andrew Chi-Chih Yao                              |      | För erkännandet av hans fundamentala bidrag inom databeräkningsteori, inkluderande den komplexitetsbaserade teorin om pseudoslumptalsgenerering, kryptografi och kommunikationskomplexitet. |
| 2001 | Ole-Johan Dahl Kristen Nygaard                   |      | För idéer fundamentala för tillkomsten av objektorienterad programmering genom deras design av programmeringsspråken Simula I och Simula 67. |
| 2002 | Ronald L. Rivest Adi Shamir Leonard M. Adleman   |      | För deras geniala bidrag till att göra asymmetrisk kryptering användbar i praktiken. |
| 2003 | Alan Kay                                         |      | För pionjärinsatser inom samtida objektorienterade programspråk, för att ha lett arbetet bakom språket Smalltalk samt för grundläggande bidrag till persondatorns utveckling. |
| 2004 | Vinton G. Cerf Robert E. Kahn                    |      | För pionjärinsatser inom internetteknik, däribland utformandet och tillämpningen av de grundläggande kommunikationsprotokollen för Internet, TCP/IP, och för upplyst ledarskap inom nätverkstekniken. |
| 2005 | Peter Naur                                       |      | För grundläggande insatser inom utformandet av programspråk och definitionen av Algol 60, kompilatordesign och datorprogrammeringens teori och praktik. |
| 2006 | Frances Allen                                    |      | För banbrytande bidrag till kompilatoroptimeringens teori och praktik, vilka lade grunderna för moderna optimerande kompilatorer och parallell exekvering. |
| 2007 | Edmund M. Clarke E. Allen Emerson Joseph Sifakis |      | För deras roller i utvecklingen av modellkontroll till en högeffektiv verifikationsteknologi, vitt accepterad i hårdvaru- och mjukvaruindustrin. |
| 2008 | Barbara Liskov                                   |      | För bidrag till de praktiska och teoretiska grunderna för design av system och programmeringsspråk, särskilt relaterade till dataabstraktion, feltolerans och distribuerade beräkningar. |
| 2009 | Charles P. Thacker                               |      | För hans nydanande design och förverkligande av Alto, den första moderna persondatorn, och dessutom för hans bidrag till Ethernet och surfplattan. |
| 2010 | Leslie G. Valiant                                |      | För genomgripande bidrag till beräkningsteorin, däribland teorin för "probably approximately correct" (PAC) inlärning, uppräkningars komplexitet och algebraiska databehandling samt teorin för parallell och distribuerad databehandling. |
| 2011 | Judea Pearl                                      |      | För grundläggande bidrag till artificiell intelligens genom utvecklingen av en matematik för sannolikhets- och kausalt resonerande. |
| 2012 | Silvio Micali                                    |      | För genomgripande arbete som lade den komplexitetsteoretiska grunden för vetenskapen om kryptografi och samtidigt gav banbrytande metoder för effektiv verifikation av matematiska bevis inom komplexitetsteori. |
| 2012 | Shafi Goldwasser                                 |      | För genomgripande arbete som lade den komplexitetsteoretiska grunden för vetenskapen om kryptografi och samtidigt gav banbrytande metoder för effektiv verifikation av matematiska bevis inom komplexitetsteori. |
| 2013 | Leslie Lamport                                   |      | För grundläggande bidrag till teorin och praktiska tillämpningar av distribuerade och samtidiga system, isynnerhet uppfinningen av begrepp sådana som kausalitet och logiska klockor, "safety and liveness", replikerade tillståndsmaskiner och sekventiell följdriktighet. |
| 2014 | Michael Stonebraker                              |      | För grundläggande bidrag till begrepp och tekniker inom moderna databassystem. |
| 2015 | Whitfield Diffie                                 |      | För grundläggande bidrag till modern kryptografi. Diffie och Hellmans banbrytande rapport från 1976, "New Directions in Cryptography", introducerade asymmetrisk kryptering med publika nycklar och digitala signaturer, som ligger till grund för de flesta nu vanliga säkerhetsprotokollen på Internet. |
| 2015 | Martin Hellman                                   |      | För grundläggande bidrag till modern kryptografi. Diffie och Hellmans banbrytande rapport från 1976, "New Directions in Cryptography", introducerade asymmetrisk kryptering med publika nycklar och digitala signaturer, som ligger till grund för de flesta nu vanliga säkerhetsprotokollen på Internet. |
| 2016 | Tim Berners-Lee                                  |      | För att ha skapat "World Wide Web" och den första webbläsaren, samt de grundläggande protokollen och algoritmerna som möjliggjort uppskalning av Internet. |
| 2017 | John L. Hennessy                                 |      | För deras bidrag till skapandet av energisnåla RISC-baserade processorer, vilket medverkat till möjliggörandet av den revolutionerande utvecklingen av mobila enheter och IoT (Internet of Things). Samtidigt har deras läroböcker bidragit till att öka innovationstakten i industrin de senaste 25 åren genom att påverka generationer av ingenjörer och datorkonstruktörer. |
| 2017 | David Patterson                                  |      | För deras bidrag till skapandet av energisnåla RISC-baserade processorer, vilket medverkat till möjliggörandet av den revolutionerande utvecklingen av mobila enheter och IoT (Internet of Things). Samtidigt har deras läroböcker bidragit till att öka innovationstakten i industrin de senaste 25 åren genom att påverka generationer av ingenjörer och datorkonstruktörer. |
| 2018 | Geoffrey Hinton                                  |      | För teoretiska och praktiska genombrott som har gjort djupa neurala nät till en grundläggande del av datatekniken. |
| 2018 | Yann LeCun                                       |      | För teoretiska och praktiska genombrott som har gjort djupa neurala nät till en grundläggande del av datatekniken. |
| 2018 | Yoshua Bengio                                    |      | För teoretiska och praktiska genombrott som har gjort djupa neurala nät till en grundläggande del av datatekniken. |
| 2019 | Edwin Catmull                                    |      | För grundläggande bidrag till 3D-datorgrafik, och denna tekniks revolutionerande inverkan på datorskapade bilder inom film och andra tillämpningar. |
| 2019 | Pat Hanrahan                                     |      | För grundläggande bidrag till 3D-datorgrafik, och denna tekniks revolutionerande inverkan på datorskapade bilder inom film och andra tillämpningar. |
| 2020 | Alfred Aho                                       |      | För grundläggande algoritmer och teori till programspråkens implementation och för sammanställningen av dessa och andras resultat i läroböcker med stor spridning, som har utbildat generationer av datavetare. |
| 2020 | Jeffrey Ullman                                   |      | För grundläggande algoritmer och teori till programspråkens implementation och för sammanställningen av dessa och andras resultat i läroböcker med stor spridning, som har utbildat generationer av datavetare. |
| 2021 | Jack Dongarra                                    |      | För pionjärinsatser inom numeriska algoritmer och bibliotek som har möjliggjort högpresterande beräkningsprogramvara att hålla jämn takt med den exponentiella utvecklingen inom hårdvara under fyra årtionden. |
| 2022 | Robert Metcalfe                                  |      | För uppfinningen, standardiseringen och kommersialiseringen av Ethernet. |